# レナウン (巡洋戦艦)
レナウン (HMS Renown) は、イギリス海軍の巡洋戦艦。
日本語におけるカタカナ表記では「リナウン」とされている例もある。
Renownとは、英語で「有名」「高名」の意。

## 概要
レナウン  (HMS Renown) は、イギリス海軍が第一次世界大戦最中の1916年9月に完成させた巡洋戦艦。
レナウン級巡洋戦艦の一番艦。同型艦には“レパルス” (HMS Repulse) および“レジスタンス”（未成艦）がある。レナウンとレパルスでは、細部に若干の差異がある。
竣工後、グランド・フリートの巡洋戦艦部隊に編入されたが、大活躍する機会もなく世界大戦は終結した。この時期、レナウンは大英帝国皇太子エドワード8世の御召艦となり、世界各地を航海した。
1922年（大正11年）4月12日、レナウンは日本の横浜港に到着する。英国皇太子は摂政宮を訪問、その後は日本各地を訪問し、英国皇太子とレナウンは鹿児島から離日した。
日本の服飾会社レナウンも、この英国皇太子訪問と本艦に由来する。
海軍休日時代、イギリス海軍は本級2隻と最新鋭（1920年5月竣工）のフッド (HMS Hood) で、巡洋戦艦戦隊を編成した。1930年代中期、塔型艦橋の増設、副砲の両用砲化、機関部の交換などの大改造工事をおこなった。
第二次世界大戦緒戦ではドイツ海軍のポケット戦艦やシャルンホルスト級戦艦に対処するため、大西洋を奔走した。1940年（昭和15年）4月から始まったノルウェー攻防戦ではドイツ戦艦グナイゼナウと交戦するが、逃げられた。同年後半にH部隊に編入され、地中海戦域での航空機輸送作戦やマルタ増援輸送作戦と、大西洋におけるドイツ通商破壊艦への対応に従事した。
1941年（昭和16年）3月、ベルリン作戦により大西洋に出撃してきたシャルンホルスト級戦艦2隻と対峙するが、結着をつけられなかった。
5月下旬、H部隊（巡洋戦艦レナウン、空母アーク・ロイヤル、軽巡シェフィールド）はドイツ戦艦ビスマルク追撃戦に参加する。この追跡戦においてH部隊は決定的役割を果たし、ビスマルクの撃沈に貢献した。
その後は本国艦隊に所属し、1944年以降は東洋艦隊に所属して世界各地を転戦した。第二次世界大戦の終結後の1948年（昭和23年）に除籍され、解体された。

## 艦歴

### 第一次世界大戦
巡洋戦艦レナウンは、スコットランド、グラスゴーのフェアフィールド・シップビルディング & エンジニアリング社によって建造された。1916年（大正5年）9月に竣工、その公試では排水量2万7900トンの状態で、32.58ノットを記録した。しかしユトランド沖海戦には参加できず、第一次世界大戦の残り2年間はグランド・フリートの第1巡洋戦艦戦隊に所属して北海で活動したが、敵と砲火を交えることはなかった。荒海を航行する巡洋戦艦2隻（レナウン、タイガー）の写真が残っている。

### 両大戦間

皇太子を乗せてポーツマス港を発つレナウン

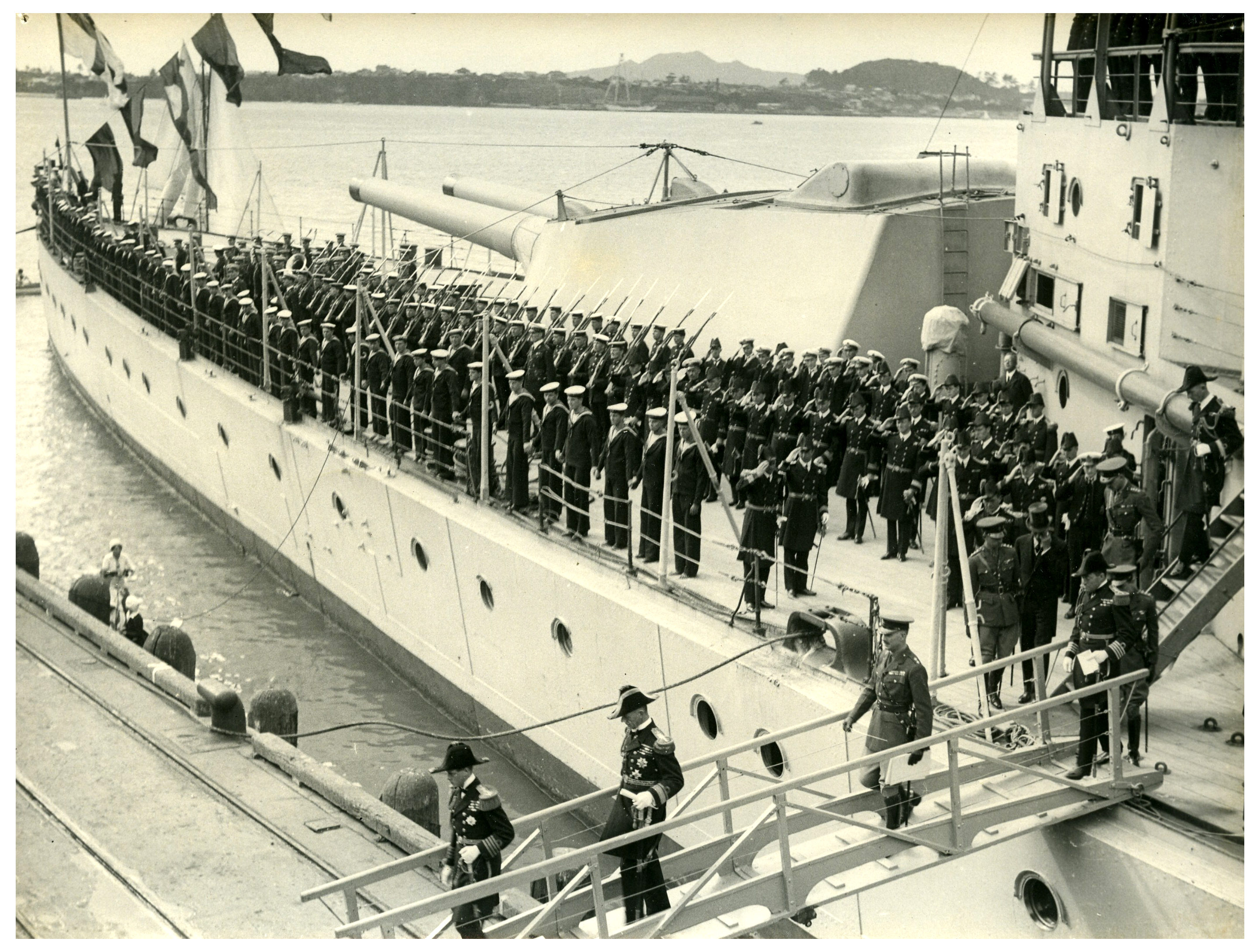
オークランド港に到着したエドワード皇太子。1920年。

第一次世界大戦後にグランド・フリートが解散すると、レナウンは1919年（大正8年）4月に大西洋艦隊所属となった。航続力と壮麗で優美な外観が評価され、レナウンはエドワード皇太子（後のイギリス国王エドワード8世）の御召艦に抜擢された。艦後部の三連装副砲を1基撤去し、観閲台を設置した。最初の航海は、同年8月から南北アメリカ大陸（カナダ、アメリカ合衆国、中南米各国）訪問であった。
1920年（大正9年）3月、レナウンは再び英国皇太子の御召艦となった。今回の巡航は、パナマ運河を通過してアメリカ西海岸、ハワイ諸島、オーストラリアやニュージーランド訪問であった。
1921年（大正10年）10月、レナウンは三度目の御召艦となり、エジプト、インド、日本などを訪問した。随伴艦は軽巡ダーバン (HMS Durban) であった。
1922年（大正11年）4月12日、香港から日本列島まで球磨型軽巡洋艦に護衛された英艦隊（レナウン、ダーバン）は館山湾に到着して出迎えの戦艦山城および巡洋戦艦生駒と礼砲を交換し、続いて横浜港に到着した。
英国皇太子のほか、ベルギー王族のチャールズ親王も士官候補生として同行していた。
日本側は東伏見宮依仁親王（皇族軍人、海軍大将）を接伴役として出迎える。
エドワード親王は御召列車で東京にむかった。
日本のアパレルメーカーのレナウンの由来も、英国皇太子を乗せて訪日した本艦にちなんでいる。
日本海軍は栃内曽次郎連合艦隊司令長官以下、戦艦3隻（長門、陸奥、伊勢）や金剛型巡洋戦艦3隻、第一水雷戦隊などが出迎えた。
レナウンとダーバンは4月26日まで横浜港に停泊し、長門型戦艦や伊勢などの迎接艦と共に過ごした。英艦乗組員はいくつかの行事に参加したり、日本艦の乗組員に案内されて各地を観光したり、お互いの艦を見学して過ごした。英国皇太子を含め王族関係者も、陸奥や長門を訪問している。
同26日、レナウンは迎接艦と別れ、横浜を出発して西日本に向かった。
その後、神戸港で英国皇太子が日程をこなすまで第三戦隊（木曾、大井）と共に待機した。
日本各地を観光・訪問した英国皇太子は、5月6日に神戸で汽船に乗船する。
5月8日、厳島神社や安芸の宮島を観光した英国皇太子は軽巡洋艦木曾（供奉艦大井）に乗艦して呉市に移動し、海軍兵学校や呉海軍工廠を見学したあと、久しぶりに御召艦レナウンにもどった。
9日、レナウンは鹿児島湾桜島近海に碇泊し、英国皇太子は艦載水雷艇で鹿児島市に上陸した。
同9日夕刻、英国皇太子は東郷平八郎元帥に見送られ、レナウンと共に離日した。
ワシントン海軍軍縮条約により保有艦艇の整理がおこなわれると、イギリス海軍は本級2隻（レナウン、レパルス）と巡洋戦艦フッド (HMS Hood) で巡洋戦艦戦隊を編成した。1923年から1926年にかけて第一次近代化改装を行い、砲撃と水雷に対処するため装甲を増設した結果、ライオン級巡洋戦艦に相当する装甲を手に入れた。
1935年（昭和10年）1月23日、スペイン沖合で巡洋戦艦戦隊のフッドとレナウンが衝突事故を起こす。巡洋戦艦戦隊司令官シドニー・ベイリー提督とソーブリッジ大佐（レナウン艦長）が軍法会議にかけられ、ソーブリッジ大佐に有罪判決が下された。

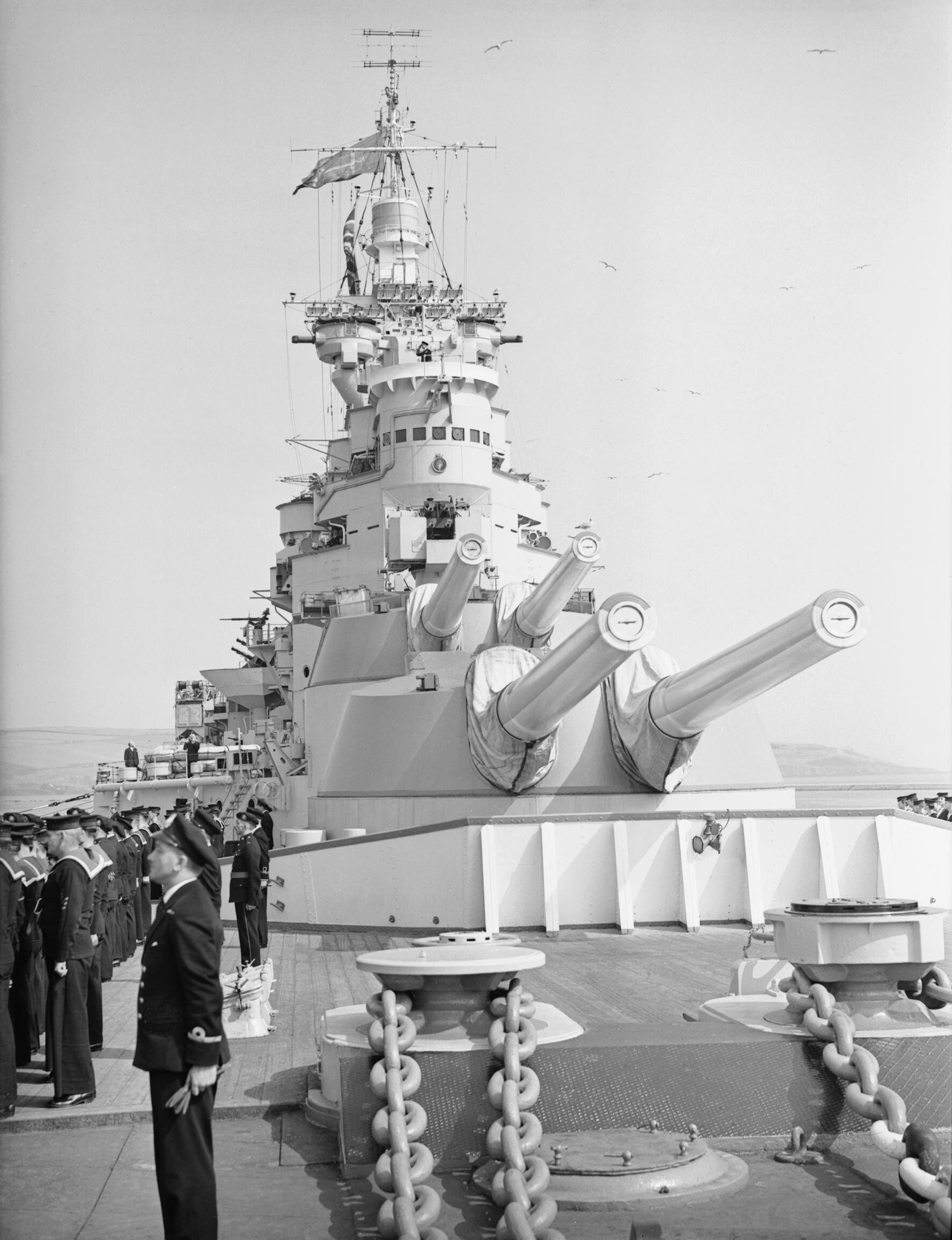
大改装後の塔型艦橋を捉えた一枚

10年間に及ぶ活動の後、レナウンは再び改装作業に入る。戦艦ウォースパイト (HMS Warspite) に倣った大規模な改修が行われた。艦橋と前檣は前時代的な三脚檣から近代的な塔型艦橋に更新され、前檣は軽微な三脚檣として新造された。二本の煙突はそのままだが副砲は10.2cm3連装速射砲から11.4cm連装高角砲へと更新され、ポンポン砲も最新の8連装型に更新され対空火力が強化された。また、2番煙突の基部は水上機格納庫となり、後檣と格納庫の間に射出カタパルトが中央部甲板上に首尾線と直角に埋め込まれた。水上機と艦載艇は船体中央部甲板の左右に設置されたクレーンにより運用された。この改装作業は第二次世界大戦勃発の直後、1939年（昭和14年）9月にポーツマス海軍工廠にて終了した。しかし、上部構造物の更新や対空火器の更新に伴う重量増加により、本艦の浮力は船体に追加されたバルジをもってしても不足し、吃水が沈下した影響により凌波性と速力が改装前に比べ低下した。ただし、主機主缶の刷新により公試での速力は29.93ノットと微減に留まった。また、この第二次改装時にレナウンにはライトグレー(507C)の塗装がなされたが、この塗装は1940年にミディアムグレー(507B)に改められている。
以上のようにレナウン級2隻は頻繁に改装をおこなうので、レナウンは「リフィット（Refit）」、レパルスは「リペア（repair）」と渾名されたという。

### 第二次世界大戦

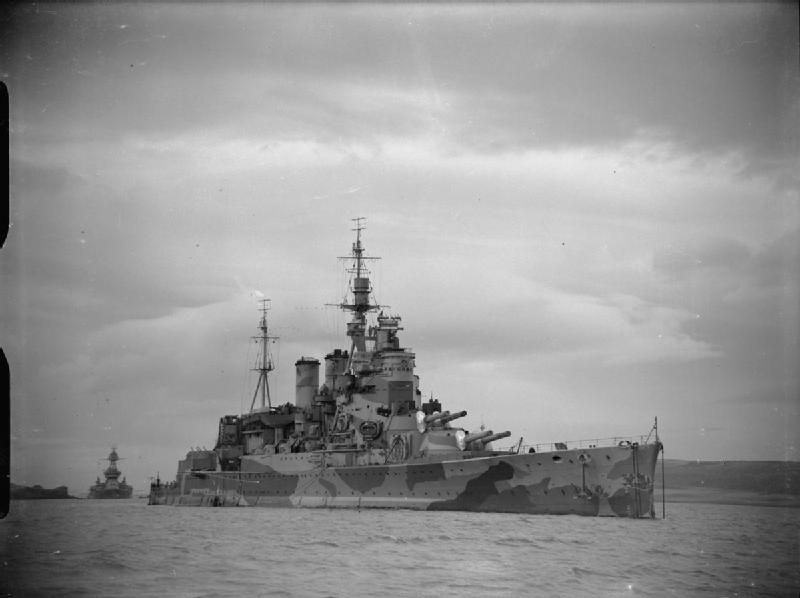
1942年6～7月頃、アイスランドにおける艦影。レーダーアンテナの搭載に伴い、後部マストが三脚檣となっている。後方に見えるのはアメリカ海軍の戦艦テキサス (USS Texas, BB-35)

#### 1939年
世界各国が保有する第一次世界大戦～海軍休日時代の戦艦（条約型戦艦）は20ノットから25ノット程度の速力であったが、これらに比べて高速を発揮できるイギリス巡洋戦艦3隻（フッド、レナウン、レパルス）は、第二次世界大戦においても運用上の長所となった。また列強各国の新世代戦艦に対しても速力では見劣りしなかった。特にドイツ海軍 (Kriegsmarine) のポケット戦艦にとってイギリス巡洋戦艦は恐るべき存在であり、同等速力のシャルンホルスト級戦艦に対しても火力で勝っていた。
1939年（昭和14年）9月3日に第二次世界大戦が始まると、ドイツ海軍はポケット戦艦や仮装巡洋艦を大西洋に放ち、通商破壊作戦を実施する。連合国の各海軍は対応を迫られ、イギリス海軍本部は複数の任務部隊を編成する。レナウンと空母アーク・ロイヤル (HMS Ark Royal, 91) でK部隊 (Force K) が編成され、南大西洋に配置された。 11月下旬には装甲艦 (Panzerschiff) アドミラル・グラーフ・シュペー (Die Admiral Graf Spee) を追跡して、マダガスカル南方まで進出している。
同年12月13日、アドミラル・グラーフ・シュペーはラプラタ沖海戦で損傷し、ウルグアイのモンテビデオに避難した。大西洋に戻っていたK部隊および増援部隊（レナウン、アークロイヤル、ネプチューン、駆逐艦部隊）は、南米ラプラタ河口方面に急行する。燃料の問題もあり、K部隊のラプラタ河口到着時刻は12月20日以後と予測された。そこでイギリスは外交戦と情報戦を展開する。アドミラル・グラーフ・シュペーは追いつめられ、12月17日にラングスドルフ艦長はシュペーを自沈させた。

#### 1940年
1940年（昭和15年）2月上旬、レナウンとアークロイヤルはラプラタ沖海戦で大破した重巡エクセター (HMS Exeter, 68) を護衛してイギリス本土に戻った。2月15日、プリマスに到着した。
4月、イギリスは中立国であるノルウェーの沿岸への機雷敷設作戦（ウィルフレッド作戦）を実施し、さらにノルウェー占領を企図してR4計画を準備した。ちょうどドイツもヴェーザー演習作戦を発動し、ドイツ海軍の有力部隊がノルウェーに攻め込んだ。
ホイットワース提督はレナウンに将旗を掲げ、駆逐艦数隻をつれて機雷敷設作戦を支援したが、4月8日に麾下の駆逐艦グローウォーム (HMS Glowworm，H92) がトロンヘイム沖海戦でドイツ重巡アドミラル・ヒッパー (Admiral Hipper) に撃沈される。翌9日、レナウンはロフォーテン諸島沖でヴェーザー演習作戦従事中のシャルンホルスト級戦艦2隻（グナイゼナウ、シャルンホルスト）と遭遇した。レナウンはグナイゼナウ（リュッチェンス提督旗艦）を追跡し、15インチ砲3発の命中弾を与えた。だが悪天候でグナイゼナウを見失い、ドイツ軍によるナルヴィク占領を防げなかった。
4月10日、フォーヴス司令長官が率いる本国艦隊直率部隊（戦艦ロドニーなど）が北海に進出し、ホイットワース提督のレナウンやレパルスに合流した。イギリス海軍は第1次ナルヴィク海戦で勝利した。だが空母フューリアス (HMS Furious, 47) による空襲は失敗し、勝利を完璧なものにするため、今度は戦艦がナルヴィクに突入することになった。13日、ホイットワース提督は洋上で巡洋戦艦レナウンから戦艦ウォースパイト (HMS Warspite) に乗り換えた。そしてウォースパイトと駆逐隊を率いてナルヴィクに進撃し、同地で大戦果を挙げた（第2次ナルヴィク海戦）。だが、その後の連合国軍のノルウェー作戦は上手くゆかず、アルファベット作戦を発動してノルウェーから撤退した。
1940年後半から1941年にかけてレナウンはジブラルタルを拠点とするH部隊 (Force H) に所属して活動し、大西洋及び地中海に戦略的存在として影響を与えた。レナウンは地中海戦域での作戦に従事し、マルタ島に空母を利用して戦闘機を輸送するクラブラン（Club Run）やマルタ増援輸送作戦に幾度も従事した。1940年11月、ホワイト作戦に参加した。
1940年12月20日、空母アーク・ロイヤル (HMS Ark Royal, 91) 、軽巡洋艦シェフィールド (HMS Sheffield, C24) などとともにジブラルタルから出撃する（ハイド作戦）。地中海で戦艦マレーヤ (HMS Malaya) やマルタからの船団と合流して、12月24日にジブラルタルに戻った。12月25日、大西洋で兵員輸送船団がドイツ重巡アドミラル・ヒッパーの攻撃を受ける。WS5A船団の護衛に英巡洋艦3隻がついていたのでヒッパーは戦果をあげられず、機関不調もあってドイツ本国にもどった。それでもH部隊（レナウン、アーク・ロイヤル、駆逐艦8隻）は直ちに大西洋にむけて出撃した。この出撃の際、レナウンでは大波によって被害が生じ、12月30日にジブラルタルに戻るとドックに入った。次の作戦はMC4作戦で、レナウンはマルタへの船団を護衛した。

#### 1941年

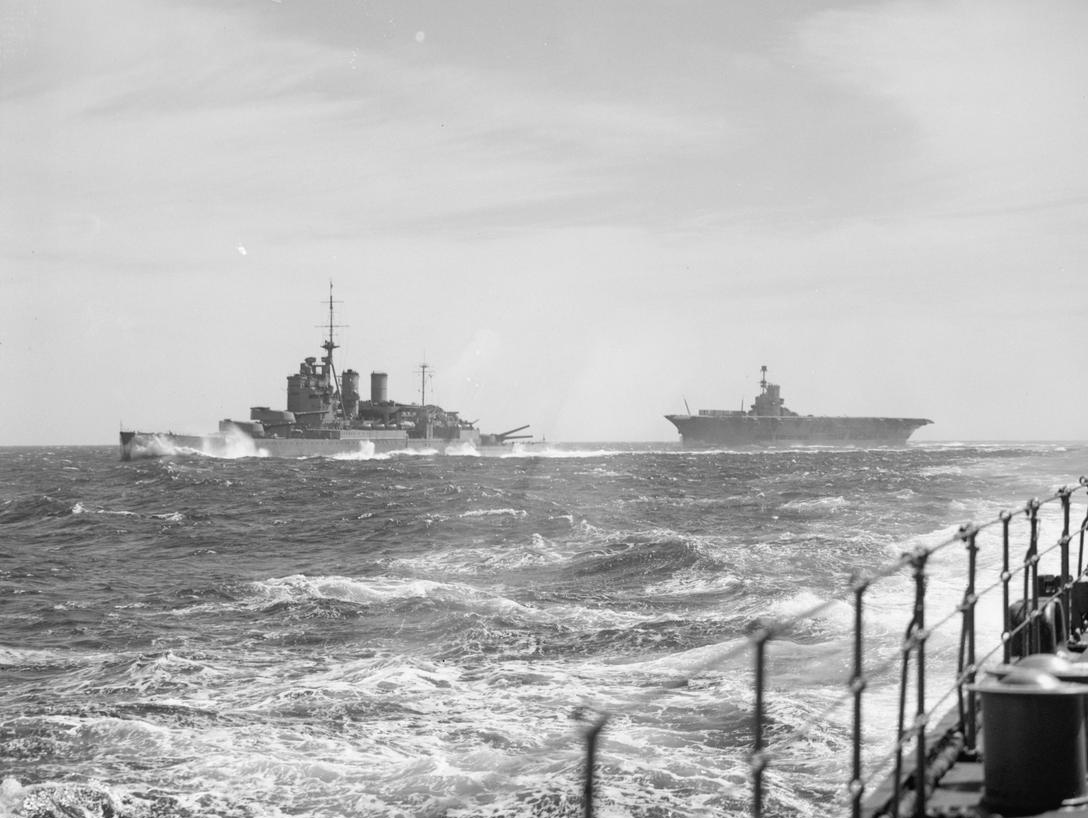
空母アーク・ロイヤルとともに波濤をゆくレナウン

1941年（昭和16年）1月7日、レナウンは戦艦マレーヤ、空母アーク・ロイヤルなどと共にジブラルタルから出撃し、途中で船団と別れて1月11日にジブラルタルに戻った。1月31日、マレーヤ、アークロイヤルなどとともに出撃（リザルト作戦、ピケット作戦）。この作戦はサルデーニャ島のダム攻撃とジェノヴァ攻撃であり、前者はアーク・ロイヤル搭載機によって実施されたが後者は悪天候のため実施されず、艦隊は2月4日にジブラルタルに戻った。中止になったジェノヴァ攻撃はグロッグ作戦と名を変えて再び実行され、レナウンなどは2月6日に出撃した。攻撃は2月9日に行われ、レナウンは15インチ砲弾125発を発射した。
2月12日、ドイツの潜水艦（Uボート）と航空機およびドイツ重巡アドミラル・ヒッパーによる攻撃を受けたHG53船団の救援を命じられ、レナウンはアーク・ロイヤル、シェフィールド、駆逐艦5隻とともに出撃。だが、同日中に命令は変更となり、シェフィールドのみが救援へと向かいレナウンとアーク・ロイヤルはWS6船団を護衛することになった。船団の護衛を2月21日にまで行い、25日にジブラルタルに戻るとレナウンはドックに入った。
3月2日にドックから出ると地中海で訓練を行った。3月8日、SL67船団護衛中の戦艦マレーヤが通商破壊作戦（ベルリン作戦）中のシャルンホルスト級戦艦2隻と出会い、各方面に通報した。それを受けてレナウンは出撃して船団と合流し、しばらく護衛を行った。3月16日、今度はHX114船団護衛中の戦艦ロドニー (HMS Rodney, 29) が戦艦グナイゼナウ（リュッチェンス提督旗艦）と遭遇した。それらがブレストへ向かったとの報告を受けて、レナウンも船団から離れてその捕捉に向かった。3月20日、H部隊のアーク・ロイヤル搭載機が以前にドイツ巡洋戦艦に捕獲された3隻のタンカーを発見。レナウンはそのうちの2隻を捕捉したが、2隻とも自沈した。その後もH部隊はシャルンホルスト級2隻を捜索したが成果は無く、3月24日にジブラルタルに帰投した。
4月になるとマルタへの航空機輸送作戦（ウィンチ作戦）に参加し、それから4月8日から16日までアーク・ロイヤル、シェフィールドなどとともにシャルンホルスト級戦艦2隻が潜むブレストの封鎖にあたった。シャルンホルスト級2隻はイギリス空軍機の爆撃で損傷し、外洋に出てこられなくなった。
5月24日朝、デンマーク海峡海戦で“マイティ”フッドが巨大戦艦ビスマルク (Bismarck) に撃沈された。
ビスマルクおよび重巡プリンツ・オイゲン (Prinz Eugen) による通商破壊作戦に対応するため、英海軍のH部隊（レナウン、アーク・ロイヤル、シェフィールド）は大西洋に進出していたが、急遽ビスマルク追撃戦に参加した。5月26日夜、レナウンに将旗を掲げるサマヴィル中将は、空母アーク・ロイヤルの空襲に最後の望みをかけた。第二次攻撃隊のソードフィッシュが雷撃によりビスマルクの舵を破壊したので、イギリス艦隊はビスマルクを包囲して撃沈することができた。この際に、英海軍はレナウンが戦艦に対しては二線級の防御力しか有していない事実を熟知していたため、追撃戦終盤時には主力艦キング・ジョージ5世 (HMS King George V) 及びロドニー (HMS Rodney) が苦戦した場合にのみ砲撃に参加せよと命じていたという。
5月下旬にクレタ島が陥落して枢軸軍の手にわたると、マルタ島の重要性は更に増し英領マルタを巡る一連の戦いは激化した。

#### 1942年以降

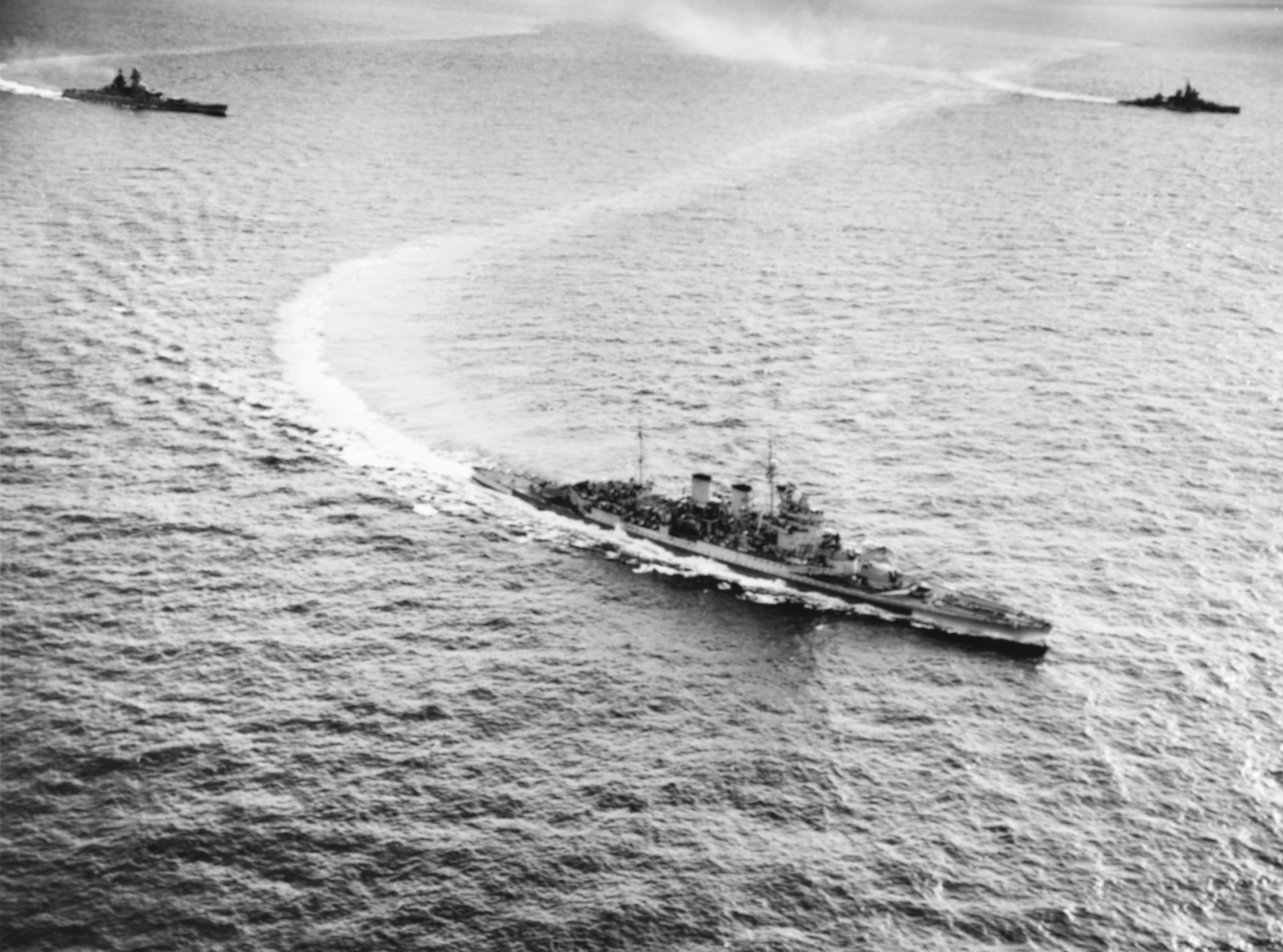
1944年5月12日、インド洋を航行するレナウン。後方は右が戦艦ヴァリアント、左がフランス戦艦リシュリュー

1942年から本国艦隊に所属した。4月上旬、アメリカ海軍の第39任務部隊（戦艦ワシントン、空母ワスプなど）がスコットランドのスカパ・フローに到着した。第39任務部隊と本国艦隊は周辺海域で訓練をおこない、その最中、イギリス海軍の将兵は新鋭戦艦ワシントン (USS Washington, BB-56) の見学を認められた。レナウンとワシントンが一緒に入港すると、レナウンの乗組員はいつもワシントンを訪問したという。
1944年より東洋艦隊に加わり、インド洋に派遣される。この時期に海軍省欺瞞様式(Admiralty disruptive pattern)を用いた迷彩塗装を行うとともに、271型、282型、284型及び285型各種レーダーに更新した。1944年から45年にかけてセイロン島を拠点として活動し、イラストリアス級航空母艦などと共に、日本海軍の南西方面艦隊を牽制した。
1945年（昭和20年）2月に入ると、高速艦を欧州海域に補充すべくイギリス本国に回航された。この際に、海軍省指定本国艦隊用スタンダード迷彩(Admiralty Standard Home Fleet Scheme)を施された。
第二次世界大戦で実戦投入された巡洋戦艦のうち、唯一生き残ったのがレナウンである。
大戦後は本国沿岸で短期間活動し、1948年（昭和23年）3月にスクラップにするべく英国鉄鋼コーポレーション(BISCO)に売却された。

## 主な活動
- ノルウェー防衛戦
- 大西洋の戦い
- ジブラルタル船団護衛
- 北洋船団護衛
- ビスマルク追撃
- 地中海輸送掩護
- 北アフリカ戦線
- 南イタリア上陸
- スマトラ攻撃作戦

## ギャラリー

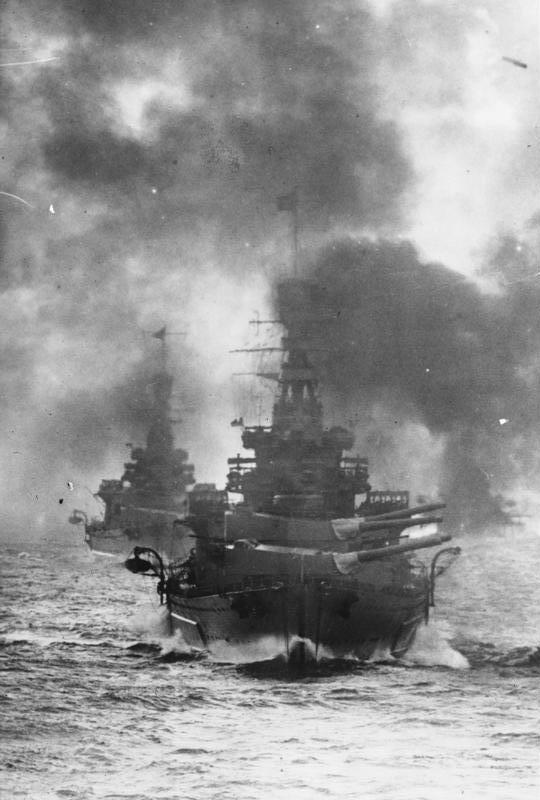
姉妹館のレパルス（手前）とともに
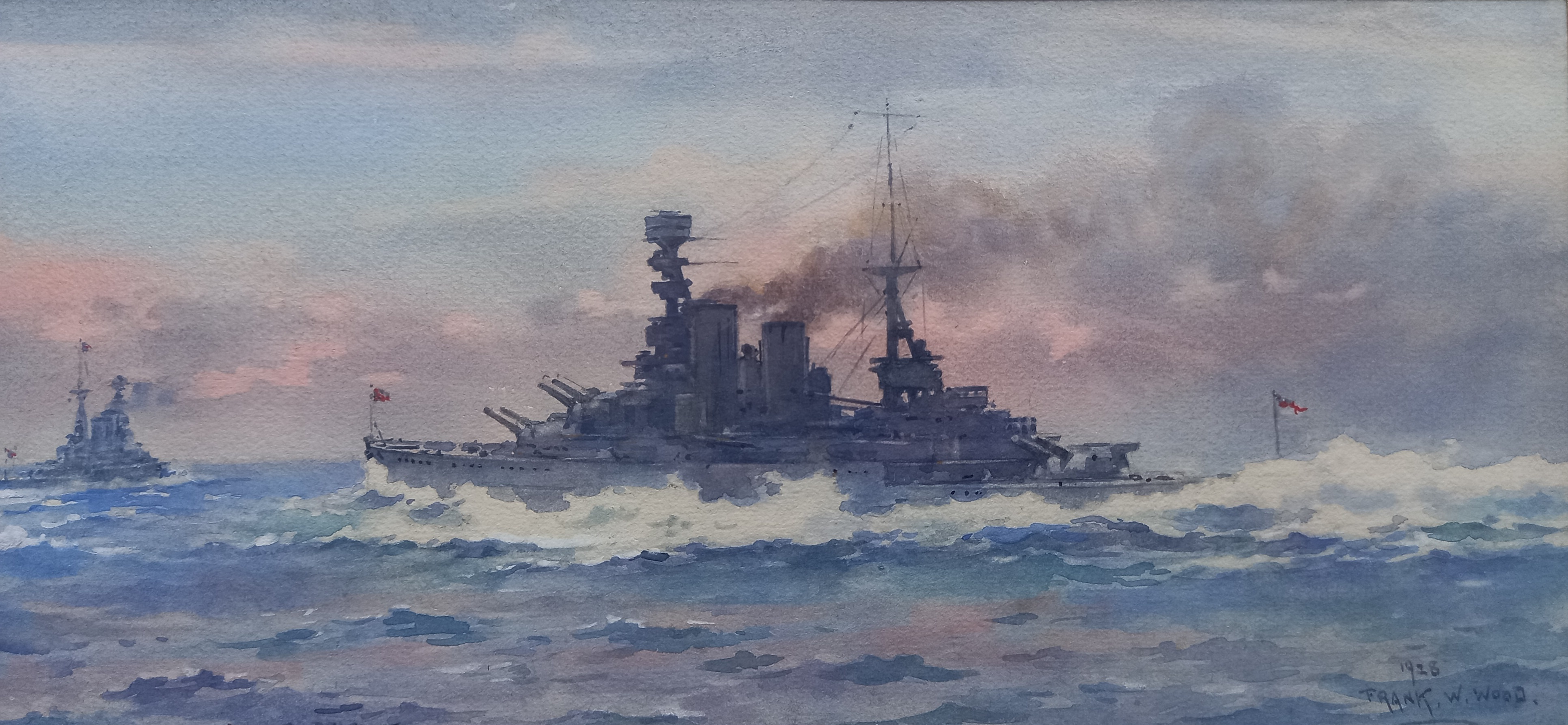
1928年に描かれた艦影
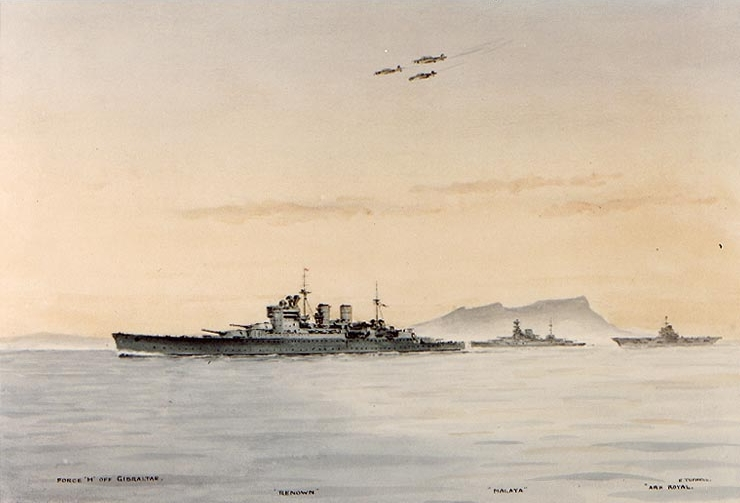
近代化改装後に描かれた艦影
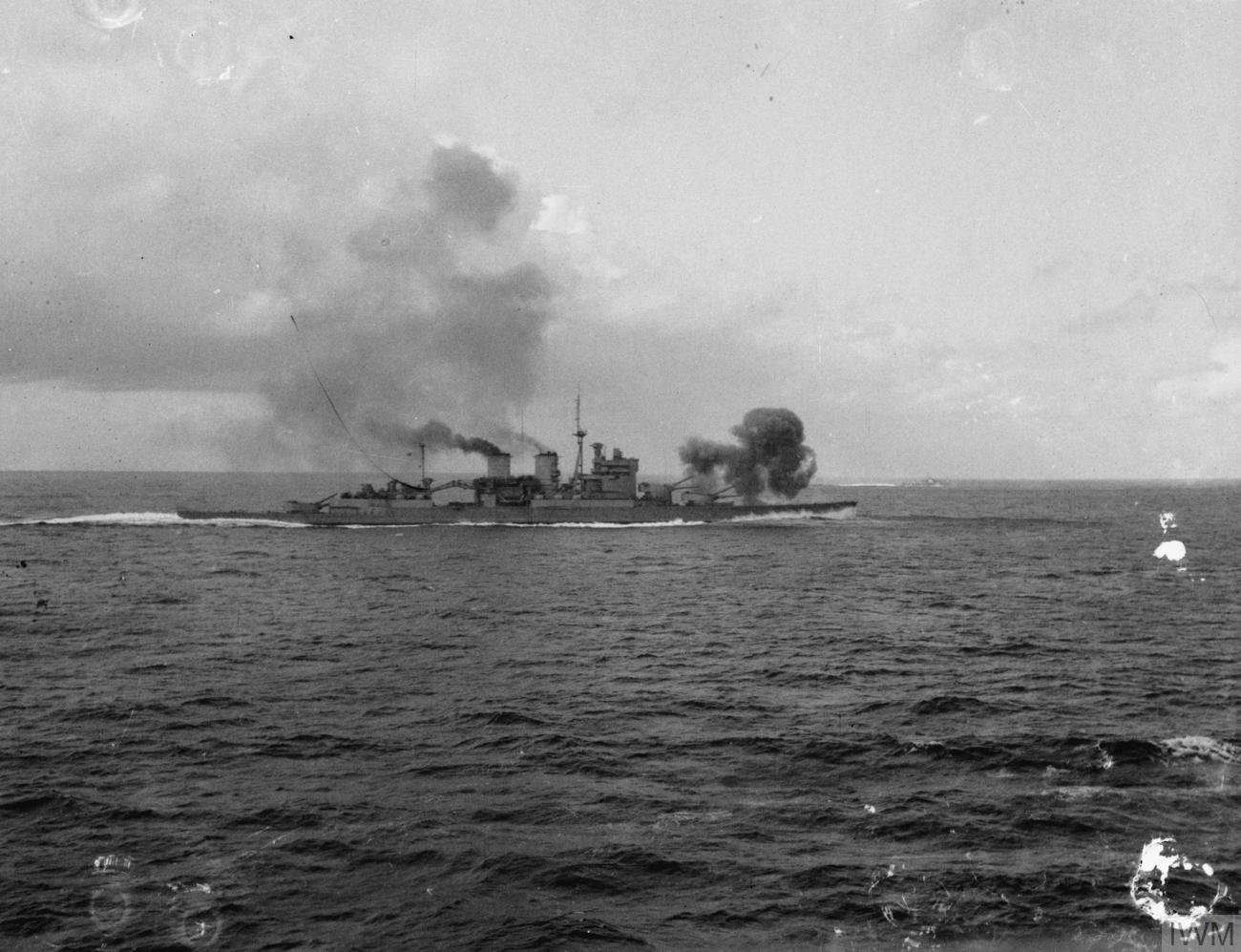
地中海を進むレナウン
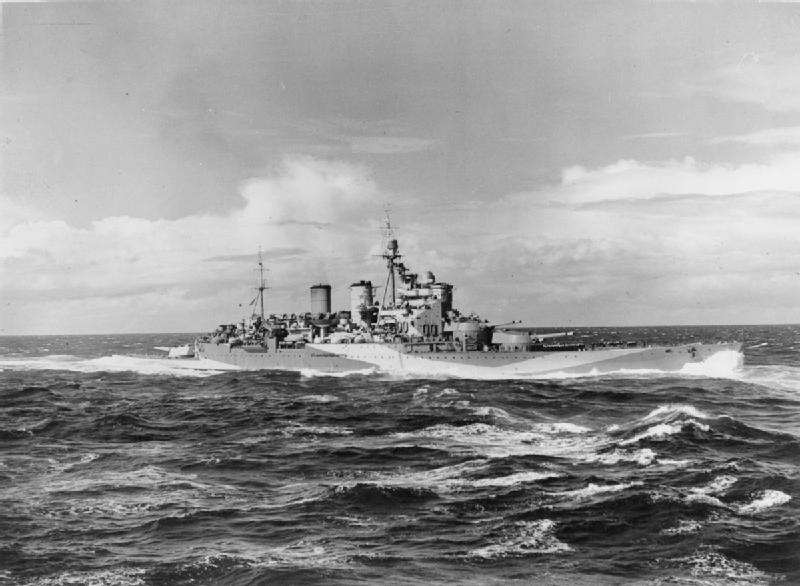
インド洋を進むレナウン